# 金鐥
彥陽君金鐥（韓語：언양군 김선；？—？），高麗初期的小貴族，也是彥陽金氏（韓語：언양 김씨）之祖。
他的父親是新羅末代國王敬順王，母親是高麗太祖女兒敬順王妃王氏。由於王建的政策是吸收新羅舊貴族入高麗，金鐥因此受封彥陽邑地區。
他的後裔中最有名的是三國史記作者金富軾。